# Celmisia novae-zealandiae
Celmisia novae-zealandiae là một loài thực vật có hoa trong họ Cúc. Loài này được (Buchanan) Cheeseman mô tả khoa học đầu tiên năm 1925.